# Torsten Stjernschantz
Torsten Stjernschantz, född 21 januari 1882 i Helsingfors, död där 27 september 1953, var en finländsk konsthistoriker. Han var bror till Beda Stjernschantz och far till Göran Stjernschantz. 
Stjernschantz blev student 1900, filosofie kandidat 1906 samt filosofie licentiat och filosofie doktor 1916. Han var 1919–1952 intendent för konstsamlingarna i Ateneum och samtidigt (1921–1952) intendent för Sinebrychoffska samlingarna. Han utgav bland annat en avhandling om konstnären Alexander Lauréus (1914).